# Nikola Sarcevic
Nikola Sarcevic est né le 9 juillet 1974 à Örebro en Suède. Il est le chanteur ainsi que le bassiste du groupe suédois Millencolin. Il est l'auteur avec Mathias Färm des chansons du groupe.
Aujourd'hui, il vit à Göteborg en Suède avec sa femme Lisa.
Nikola a enregistré son premier album solo en 2004, celui-ci s'intitule Lock-Sport-Krock. Ce nom provient de l'équipe imaginaire dans laquelle Nikola et son frère Miodrag Sarcevic jouaient lorsqu'ils étaient jeunes.
Cet album ne suit pas la tendance Softcore de Millencolin, mais se situe entre country et pop. Les chansons Lock-Sport-Krock et Vila Rada parlent notamment de son frère Miodrag disparu en avril 2003. Le reste de l'album se focalise sur des histoires d'amour.
Nikola a enregistré un second album qui se nomme "Roll Roll and Flee", sorti était le 23 octobre 2006
Son troisième album, "Nikola & Fattiglapparna" enregistré cette fois en suédois et non en anglais, est sorti le 3 mars 2010. 